# Felaniella zelandica
Felaniella zelandica is een tweekleppigensoort uit de familie van de Ungulinidae. De wetenschappelijke naam van de soort is voor het eerst geldig gepubliceerd in 1835 door Gray.